# Ondas de gravidade

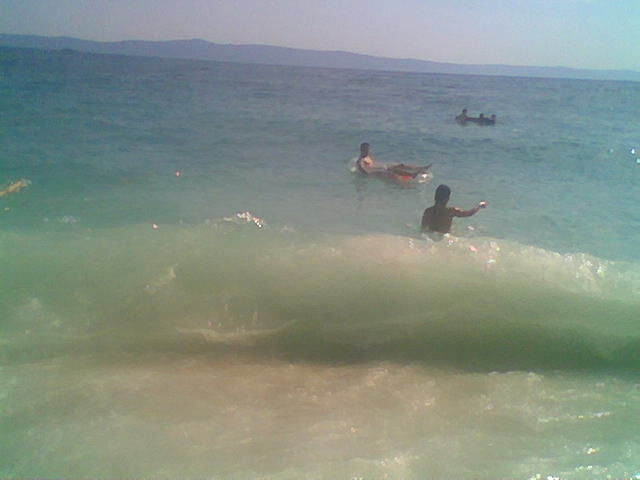
Onda de gravidade de superfície.

Na fluidodinâmica, ondas de gravidade são ondas geradas em um meio fluido, ou na interface entre dois meios (por exemplo, entre a atmosfera e o oceano), que ocorrem devido entre à interação de duas forças: o princípio de Arquimedes (que tende a fazer com que matéria no meio flutue) e a gravidade (que puxa a matéria em direção à superfície).